# Kastrering

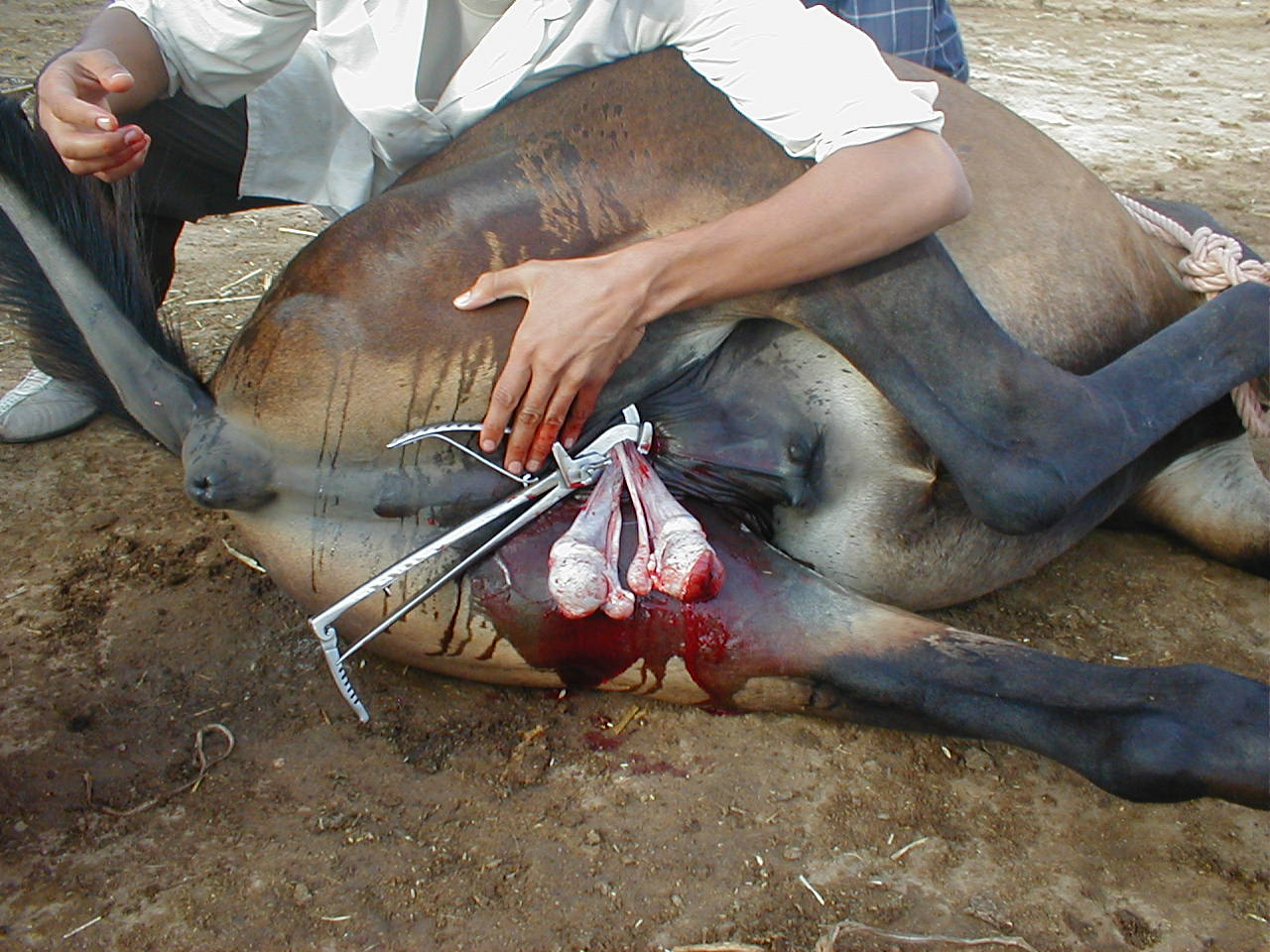
Kastrering av en mula i Marocko

Kastrering (av kastrera, lat. castrare, "göra tom; snöpa, gälla"), inom medicinen respektive inom veterinärmedicinen att på kirurgisk väg avlägsna könskörtlarna (testiklarna respektive äggstockarna) hos en människa eller ett djur. 
Vid medicinsk eller kemisk kastration slås testiklarnas produktion av androgen, de manliga könshormonerna, ut med läkemedel. Medicinsk kastrering används vid behandling av prostatacancer. Forskning pågår bland annat om  kemisk kastrering av personer som riskerar att begå sexuella övergrepp på barn.

## Män
Medicinskt berättigad är denna operation på yngre eller äldre män endast vid sjukdomar i testikeln, vilka redan förstört densamma och dess funktion, samt vanligen är av den art, att vidare spridning hotar undergräva det allmänna hälsotillståndet och förorsaka döden. Sådana är i synnerhet cancer och tuberkulos; men även andra tumörer, vilka inte sällan förekommer i testiklarna, kan nödvändiggöra samma operation. Lyckligtvis angrips mera sällan båda testiklarna hos samma individ. Förr avlägsnades testikeln, även då man ville göra radikaloperation för bråck.[källa behövs]
På människor har kastration utövats och utövas i vissa länder ännu i mindre lovvärda ändamål. Främst i Italien och i synnerhet i Kyrkostaten kastrerades förr ynglingar för att danas till sopransångare vid de musikalisk-religiösa festerna (se kastratsångare). I de muslimska länderna har operationen skett att bilda pålitliga tjänare i harem (se eunucker). Fortfarande idag finns en grupp män i Indien, särskilt kring storstaden Bombay, som redan under spädbarnsstadiet fått sina testiklar och yttre könsorgan avlägsnade av sociala och ekonomiska skäl. De kallas hijras.[källa behövs]

## Veterinärmedicin
Inom veterinärmedicinen är kastrering vanligt. Ändamålet med operationen är, att djuren efter densamma ska bli lättare att hantera eller göda, eller att köttet ska bli av högre värde som människoföda. Hos våra husdjur utförs operationen på handjur av alla slag och bland hondjur på hundar och katter samt, om än sällan, på hästar, suggor och kor. Kastration av kor, då de var i hög mjölkning, förordades förr ganska mycket, emedan djuren därefter skulle lämna en stor mängd mjölk under flera års tid samt, då mjölkavsöndringen upphörde, lätt kunna gödas. Kastrering av hundar av andra skäl än rent medicinska är dock en relativt ny företeelse i Sverige som blivit vanlig först efter en lagändring under 90-talet.

## Juridik och rättspsykiatri
I primitivare rättssystem torde kastrering ibland ha förekommit som ett utslag för talionprincipen. I nutida rättspsykiatri har kemisk kastrering kommit i bruk som frivillig rehabiliteringsåtgärd för vissa sexualförbrytare, och det har ibland även diskuterats att införa tvångsvis kemisk kastrering som påföljd för sexualbrott. Det förekommer också som krav för att få byta juridiskt kön i flera länder. Det innebär krav på borttagning av könskörtlar på både män och kvinnor som ansöker om att få byta juridiskt kön. I Sverige togs kravet på sterilisering för byte av juridiskt kön bort 2013. Det har därefter skett en markant ökning i antalet ansökningar.

## Kastrerade djurhannar
Kastrerade djurhannar har ofta egna benämningar:
- Nötkreatur - oxe eller (för kalv/ungdjur) stut
- Häst - valack
- Ren - härk
- Svin - orne (dialektalt)
- Tupp - kapun
- Får - hammel